# Eliminatórias da Copa do Mundo FIFA de 2010 - África

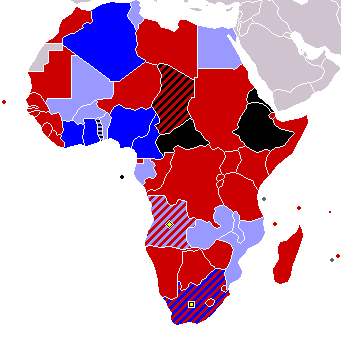
Equipas qualificadas para a Copa do Mundo FIFA de 2010 e para a Copa das Nações Africanas de 2010
Equipas qualificadas para a Copa das Nações Africanas de 2010
Equipas eliminadas
Equipas desqualificadas

A zona africana das eliminatórias para a Copa do Mundo FIFA de 2010 englobou as 53 seleções afiliadas à Confederação Africana de Futebol (CAF), competindo por 5 vagas na África do Sul. Dividida em três fases, uma fase preliminar e duas de grupos, serviu também como qualificação de quinze equipes para a Copa das Nações Africanas de 2010 em Angola.
África do Sul, automaticamente classificada por sede da Copa do Mundo, e Angola, classificada para a Copa das Nações Africanas pelo mesmo motivo, disputaram as eliminatórias visando obter a qualificação para o outro torneio.

## Fase preliminar
Originalmente das 53 equipes, as 10 piores colocadas no Ranking da FIFA se enfrentariam em jogos de ida-e-volta, para totalizar as 48 equipes que disputariam a fase seguinte.
- Madagascar vs  Comores
- Somália vs  Essuatíni
- São Tomé e Príncipe vs  República Centro-Africana
- Serra Leoa vs  Guiné-Bissau
- Seicheles vs  Djibouti

São Tomé e Príncipe e a República Centro-Africana desistiram das eliminatórias em setembro de 2007. Com isso, Suazilândia e Seychelles passaram para a próxima fase (por serem as mais bem colocadas entre as dez no Ranking da FIFA). Logo as seis equipes restantes foram re-sorteadas para jogar com as outras. O confronto entre Somália e Djibuti foi realizado em partida única devido ao fato de a Somália não ter condições de receber uma partida em casa.
| Equipe 1   | Total | Equipe 2     | Ida | Volta |
| ---------- | ----- | ------------ | --- | ----- |
| Madagascar | 10–2  | Comores      | 6–2 | 4–0   |
| Somália    | 0–1   | Djibuti      | *   | 0–1   |
| Serra Leoa | 1–0   | Guiné-Bissau | 1–0 | 0–0   |

## Segunda fase
As 48 seleções classificadas (45 de forma direta e 3 da fase anterior) foram divididos em 12 grupos de 4 equipes em sorteio realizado em Durban, na África do Sul, em 25 de novembro de 2007. As equipes jogaram entre si dentro dos grupos, em jogos de ida-e-volta, e o primeiro lugar de cada grupo mais os 8 melhores segundos colocados avançaram para a terceira fase. As partidas foram disputas entre maio e outubro de 2008.
Os grupos 8 e 11 contaram com apenas 3 equipes devido a exclusão da Etiópia e a desistência da Eritreia, respectivamente, razão pela qual os resultados contra os quarto colocados dos outros não foi considerado para a classificação dos melhores segundo colocados.

### Sorteio
Equipes do mesmo pote não poderiam integrar o mesmo grupo nessa fase.
| Pote 1 | Pote 2 | Pote 3 | Pote 4 |
| --- | --- | --- | --- |
| - Camarões - Nigéria - Costa do Marfim - Marrocos - Gana - Tunísia - Egito - Guiné - Senegal - Mali - Angola - Togo | - Zâmbia - África do Sul - Cabo Verde - RD Congo - Argélia - Burquina Fasso - Benim - Moçambique - Líbia - Etiópia - Congo - Zimbabwe | - Uganda - Botsuana - Guiné Equatorial - Tanzânia - Gabão - Malawi - Sudão - Burundi - Libéria - Ruanda - Eritreia - Namíbia | - Gâmbia - Mauritânia - Quénia - Chade - Lesoto - Maurícia - Níger - Essuatíni - Seicheles - Serra Leoa - Madagascar - Djibouti |

### Grupo 1
| Equipe     | Pts | J | V | E | D | GP | GC | SG  |
| ---------- | --- | - | - | - | - | -- | -- | --- |
| Camarões   | 16  | 6 | 5 | 1 | 0 | 14 | 2  | +12 |
| Cabo Verde | 9   | 6 | 3 | 0 | 3 | 7  | 8  | -1  |
| Tanzânia   | 8   | 6 | 2 | 2 | 2 | 9  | 6  | +3  |
| Maurícia   | 1   | 6 | 0 | 1 | 5 | 3  | 17 | -14 |

|            | CMR | CPV | TAN | MRI |
| ---------- | --- | --- | --- | --- |
| Camarões   |     | 2–0 | 2–1 | 5–0 |
| Cabo Verde | 1–2 |     | 1–0 | 3–1 |
| Tanzânia   | 0–0 | 3–1 |     | 1–1 |
| Maurício   | 0–3 | 0–1 | 1–4 |     |

### Grupo 2
| Equipe   | Pts | J | V | E | D | GP | GC | SG |
| -------- | --- | - | - | - | - | -- | -- | -- |
| Guiné    | 11  | 6 | 3 | 2 | 1 | 9  | 5  | +4 |
| Quénia   | 10  | 6 | 3 | 1 | 2 | 8  | 5  | +3 |
| Zimbabwe | 6   | 6 | 1 | 3 | 2 | 4  | 6  | -2 |
| Namíbia  | 6   | 6 | 2 | 0 | 4 | 7  | 12 | -5 |

|          | GUI | ZIM | NAM | KEN |
| -------- | --- | --- | --- | --- |
| Guiné    |     | 0–0 | 4–0 | 3–2 |
| Zimbábue | 0–0 |     | 2–0 | 0–0 |
| Namíbia  | 1–2 | 4–2 |     | 2–1 |
| Quênia   | 2–0 | 2–0 | 1–0 |     |

### Grupo 3
| Equipe | Pts | J | V | E | D | GP | GC | SG |
| ------ | --- | - | - | - | - | -- | -- | -- |
| Benim  | 12  | 6 | 4 | 0 | 2 | 12 | 8  | +4 |
| Angola | 10  | 6 | 3 | 1 | 2 | 11 | 8  | +3 |
| Uganda | 10  | 6 | 3 | 1 | 2 | 8  | 9  | -1 |
| Níger  | 3   | 6 | 1 | 0 | 5 | 5  | 11 | -6 |

|        | ANG | BEN | UGA | NIG |
| ------ | --- | --- | --- | --- |
| Angola |     | 3–0 | 0–0 | 3–1 |
| Benim  | 3–2 |     | 4–1 | 2–0 |
| Uganda | 3–1 | 2–1 |     | 1–0 |
| Níger  | 1–2 | 0–2 | 3–1 |     |

- Nota: Angola estava automaticamente classificada para a Copa das Nações Africanas de 2010 como país-sede, mas não obteve classificação para a Copa do Mundo FIFA de 2010 por não conseguir avançar a próxima fase das eliminatórias.

### Grupo 4
| Equipe           | Pts | J | V | E | D | GP | GC | SG  |
| ---------------- | --- | - | - | - | - | -- | -- | --- |
| Nigéria          | 18  | 6 | 6 | 0 | 0 | 11 | 1  | +10 |
| África do Sul    | 7   | 6 | 2 | 1 | 3 | 5  | 5  | 0   |
| Serra Leoa       | 7   | 6 | 2 | 1 | 3 | 4  | 8  | -4  |
| Guiné Equatorial | 3   | 6 | 1 | 0 | 5 | 4  | 10 | -6  |

|                  | NGA | RSA | EQG | SLE |
| ---------------- | --- | --- | --- | --- |
| Nigéria          |     | 2–0 | 2–0 | 4–1 |
| África do Sul    | 0–1 |     | 4–1 | 0–0 |
| Guiné Equatorial | 0–1 | 0–1 |     | 2–0 |
| Serra Leoa       | 0–1 | 1–0 | 2–1 |     |

- Nota: África do Sul estava automaticamente classificada para a Copa do Mundo FIFA de 2010 como país-sede, mas não obteve classificação para a Copa das Nações Africanas de 2010 por não conseguir avançar a próxima fase das eliminatórias.

### Grupo 5
| Equipe | Pts | J | V | E | D | GP | GC | SG  |
| ------ | --- | - | - | - | - | -- | -- | --- |
| Gana   | 12  | 6 | 4 | 0 | 2 | 11 | 5  | +6  |
| Gabão  | 12  | 6 | 4 | 0 | 2 | 8  | 3  | +5  |
| Líbia  | 12  | 6 | 4 | 0 | 2 | 7  | 4  | +3  |
| Lesoto | 0   | 6 | 0 | 0 | 6 | 2  | 16 | -14 |

|        | GHA | LBY | GAB | LES |
| ------ | --- | --- | --- | --- |
| Gana   |     | 3–0 | 2–0 | 3–0 |
| Líbia  | 1–0 |     | 1–0 | 4–0 |
| Gabão  | 2–0 | 1–0 |     | 2–0 |
| Lesoto | 2–3 | 0–1 | 0–3 |     |

### Grupo 6
| Equipe  | Pts | J | V | E | D | GP | GC | SG |
| ------- | --- | - | - | - | - | -- | -- | -- |
| Argélia | 10  | 6 | 3 | 1 | 2 | 7  | 4  | +3 |
| Gâmbia  | 9   | 6 | 2 | 3 | 1 | 6  | 3  | +3 |
| Senegal | 9   | 6 | 2 | 3 | 1 | 9  | 7  | +2 |
| Libéria | 3   | 6 | 0 | 3 | 3 | 4  | 12 | -8 |

|         | SEN | ALG | LBR | GAM |
| ------- | --- | --- | --- | --- |
| Senegal |     | 1–0 | 3–1 | 1–1 |
| Argélia | 3–2 |     | 3–0 | 1–0 |
| Libéria | 2–2 | 0–0 |     | 1–1 |
| Gâmbia  | 0–0 | 1–0 | 3–0 |     |

### Grupo 7
| Equipe          | Pts | J | V | E | D | GP | GC | SG |
| --------------- | --- | - | - | - | - | -- | -- | -- |
| Costa do Marfim | 12  | 6 | 3 | 3 | 0 | 10 | 2  | +8 |
| Moçambique      | 8   | 6 | 2 | 2 | 2 | 7  | 5  | +2 |
| Madagascar      | 6   | 6 | 1 | 3 | 2 | 2  | 7  | -5 |
| Botswana        | 5   | 6 | 1 | 2 | 3 | 3  | 8  | -5 |

|                 | CIV | MOZ | BOT | MAD |
| --------------- | --- | --- | --- | --- |
| Costa do Marfim |     | 1–0 | 4–0 | 3–0 |
| Moçambique      | 1–1 |     | 1–2 | 3–0 |
| Botsuana        | 1–1 | 0–1 |     | 0–0 |
| Madagascar      | 0–0 | 1–1 | 1–0 |     |

No dia 19 de Março de 2008, a Federação Malgaxe de Futebol foi suspensa pela FIFA. A suspensão foi revogada em 19 de maio de 2008

### Grupo 8
| Equipe     | Pts | J | V | E | D | GP | GC | SG  |
| ---------- | --- | - | - | - | - | -- | -- | --- |
| Marrocos   | 9   | 4 | 3 | 0 | 1 | 11 | 5  | +6  |
| Ruanda     | 9   | 4 | 3 | 0 | 1 | 7  | 3  | +4  |
| Mauritânia | 0   | 4 | 0 | 0 | 4 | 2  | 12 | -10 |

|            | MAR | RWA | MTN |
| ---------- | --- | --- | --- |
| Marrocos   |     | 2–0 | 4–1 |
| Ruanda     | 3–1 |     | 3–0 |
| Mauritânia | 1–4 | 0–1 |     |

A  Etiópia foi excluída da competição em 12 de setembro de 2008 após a FIFA anunciar a imediata suspensão da Federação Etíope de Futebol (EFE). Todos os resultados das suas partidas foram cancelados.

### Grupo 9
| Equipe       | Pts | J | V | E | D | GP | GC | SG  |
| ------------ | --- | - | - | - | - | -- | -- | --- |
| Burkina Faso | 16  | 6 | 5 | 1 | 0 | 14 | 5  | +9  |
| Tunísia      | 13  | 6 | 4 | 1 | 1 | 11 | 3  | +8  |
| Burundi      | 6   | 6 | 2 | 0 | 4 | 5  | 9  | -4  |
| Seychelles   | 0   | 6 | 0 | 0 | 6 | 4  | 17 | -13 |

|              | TUN | BFA | BDI | SEY |
| ------------ | --- | --- | --- | --- |
| Tunísia      |     | 1–2 | 2–1 | 5–0 |
| Burkina Faso | 0–0 |     | 2–0 | 4–1 |
| Burundi      | 0–1 | 1–3 |     | 1–0 |
| Seychelles   | 0–2 | 2–3 | 1–2 |     |

### Grupo 10
| Equipe | Pts | J | V | E | D | GP | GC | SG |
| ------ | --- | - | - | - | - | -- | -- | -- |
| Mali   | 12  | 6 | 4 | 0 | 2 | 13 | 8  | +5 |
| Sudão  | 9   | 6 | 3 | 0 | 3 | 9  | 9  | 0  |
| Congo  | 9   | 6 | 3 | 0 | 3 | 7  | 8  | -1 |
| Chade  | 6   | 6 | 2 | 0 | 4 | 7  | 11 | -4 |

|       | MLI | CGO | SUD | CHA |
| ----- | --- | --- | --- | --- |
| Mali  |     | 4–2 | 3–0 | 2–1 |
| Congo | 1–0 |     | 1–0 | 2–0 |
| Sudão | 3–2 | 2–0 |     | 1–2 |
| Chade | 1–2 | 2–1 | 1–3 |     |

No dia 28 de Março de 2008, a Federação Chadiana de Futebol foi suspensa pela FIFA. A suspensão foi revogada em 7 de maio de 2008.
O Chade foi desclassificado da disputa pela vaga na Copa das Nações Africanas de 2010 por não comparecer para a partida contra o Sudão, fora de casa, apesar da todas as garantias de segurança. A partida foi posterirmente marcada em outra data. Apenas os jogos entre Mali, Sudão e Congo foram considerados para a qualifação para a Copa das Nações Africanas, no entanto, o Chade não foi desclassificado da disputa pela vaga para a Copa do Mundo FIFA de 2010, mas não conseguiu avançar a fase seguinte.

### Grupo 11
| Equipe      | Pts | J | V | E | D | GP | GC | SG |
| ----------- | --- | - | - | - | - | -- | -- | -- |
| Zâmbia      | 7   | 4 | 2 | 1 | 1 | 2  | 1  | +1 |
| Togo        | 6   | 4 | 2 | 0 | 2 | 8  | 3  | +5 |
| Suazilândia | 4   | 4 | 1 | 1 | 2 | 2  | 8  | -6 |

|             | TOG | ZAM | SWZ |
| ----------- | --- | --- | --- |
| Togo        |     | 1–0 | 6–0 |
| Zâmbia      | 1–0 |     | 1–0 |
| Suazilândia | 2–1 | 0–0 |     |

 Eritreia desistiu da qualificação em 25 de Março de 2008 e não foi substituída.

### Grupo 12
| Equipe   | Pts | J | V | E | D | GP | GC | SG  |
| -------- | --- | - | - | - | - | -- | -- | --- |
| Egito    | 15  | 6 | 5 | 0 | 1 | 13 | 2  | +11 |
| Malawi   | 12  | 6 | 4 | 0 | 2 | 14 | 5  | +9  |
| RD Congo | 9   | 6 | 3 | 0 | 3 | 14 | 6  | +9  |
| Djibuti  | 0   | 6 | 0 | 0 | 6 | 2  | 30 | -28 |

|          | EGY | COD | MWI | DJI |
| -------- | --- | --- | --- | --- |
| Egito    |     | 2–1 | 2–0 | 4–0 |
| RD Congo | 0–1 |     | 1–0 | 5–1 |
| Malaui   | 1–0 | 2–1 |     | 8–1 |
| Djibuti  | 0–4 | 0–6 | 0–3 |     |

### Segundos classificados
Juntamente com os 12 vencedores de grupos, os 8 melhores segundo classificados também avançaram para a terceira rodada. Partidas contra as equipes que terminaram em quarto lugar nos grupos não foram considerados.
| Selecção      | Pts | J | V | E | D | GM | GS | +/- | Grupo |
| ------------- | --- | - | - | - | - | -- | -- | --- | ----- |
| Ruanda        | 9   | 4 | 3 | 0 | 1 | 7  | 3  | +4  | 8     |
| Quénia        | 7   | 4 | 2 | 1 | 1 | 6  | 3  | +3  | 2     |
| Tunísia       | 7   | 4 | 2 | 1 | 1 | 4  | 3  | +1  | 9     |
| Togo          | 6   | 4 | 2 | 0 | 2 | 8  | 3  | +5  | 11    |
| Gabão         | 6   | 4 | 2 | 0 | 2 | 3  | 3  | 0   | 5     |
| Sudão         | 6   | 4 | 2 | 0 | 2 | 5  | 6  | −1  | 10    |
| Malawi        | 6   | 4 | 2 | 0 | 2 | 3  | 4  | −1  | 12    |
| Moçambique    | 5   | 4 | 1 | 2 | 1 | 5  | 3  | +2  | 7     |
| Gâmbia        | 5   | 4 | 1 | 2 | 1 | 2  | 2  | 0   | 6     |
| Angola        | 4   | 4 | 1 | 1 | 2 | 6  | 6  | 0   | 3     |
| Cabo Verde    | 3   | 4 | 1 | 0 | 3 | 3  | 7  | −4  | 1     |
| África do Sul | 1   | 4 | 0 | 1 | 3 | 0  | 4  | −4  | 4     |

## Terceira fase
As 20 equipes classificadas da fase anterior foram divididas em cinco grupos de quatro equipes cada. Os vencedores de cada grupo garantiram classificação a Copa do Mundo e os três melhores em cada grupo qualificaram-se a Copa das Nações Africanas de 2010.
O sorteio que definiu os grupos ocorreu a 22 de outubro de 2008 em Zurique, na Suíça.

### Sorteio
A distribuição das equipes pelos potes foi definida pela classificação no Ranking da FIFA de outubro de 2008. Equipes do mesmo pote não poderia integrar o mesmo grupo.
| Pote 1                                                               | Pote 2                                                       | Pote 3                                                            | Pote 4                                                          |
| -------------------------------------------------------------------- | ------------------------------------------------------------ | ----------------------------------------------------------------- | --------------------------------------------------------------- |
| Camarões (12) Egito (22) Gana (25) Nigéria (27) Costa do Marfim (29) | Guiné (41) Marrocos (43) Tunísia (47) Mali (53) Argélia (56) | Burquina Fasso (63) Gabão (67) Zâmbia (70) Quénia (79) Benim (81) | Ruanda (87) Togo (91) Moçambique (100) Sudão (106) Malawi (109) |

|  | Equipes qualificadas para a Copa do Mundo de 2010 e para a Copa das Nações Africanas de 2010 |
|  | Equipes qualificadas para a Copa das Nações Africanas de 2010                                |
|  | Equipes eliminadas                                                                           |

### Grupo A
| Equipe   | Pts | J | V | E | D | GP | GC | SG |
| -------- | --- | - | - | - | - | -- | -- | -- |
| Camarões | 13  | 6 | 4 | 1 | 1 | 9  | 2  | +7 |
| Gabão    | 9   | 6 | 3 | 0 | 3 | 9  | 7  | +2 |
| Togo     | 8   | 6 | 2 | 2 | 2 | 3  | 7  | -4 |
| Marrocos | 3   | 6 | 0 | 3 | 3 | 3  | 8  | -5 |

|          | CMR | GAB | MAR | TOG |
| -------- | --- | --- | --- | --- |
| Camarões |     | 2–1 | 0–0 | 3–0 |
| Gabão    | 0–2 |     | 3–1 | 3–0 |
| Marrocos | 0–2 | 1–2 |     | 0–0 |
| Togo     | 1–0 | 1–0 | 1–1 |     |

### Grupo B
| Equipe     | Pts | J | V | E | D | GP | GC | SG |
| ---------- | --- | - | - | - | - | -- | -- | -- |
| Nigéria    | 12  | 6 | 3 | 3 | 0 | 9  | 4  | +5 |
| Tunísia    | 11  | 6 | 3 | 2 | 1 | 7  | 4  | +3 |
| Moçambique | 7   | 6 | 2 | 1 | 3 | 3  | 5  | -2 |
| Quênia     | 3   | 6 | 1 | 0 | 5 | 5  | 11 | -6 |

|            | MOZ | NGA | KEN | TUN |
| ---------- | --- | --- | --- | --- |
| Moçambique |     | 0–0 | 1–0 | 1–0 |
| Nigéria    | 1–0 |     | 3–0 | 2–2 |
| Quênia     | 2–1 | 2–3 |     | 1–2 |
| Tunísia    | 2–0 | 0–0 | 1–0 |     |

### Grupo C
| Equipe  | Pts | J | V | E | D | GP | GC | SG |
| ------- | --- | - | - | - | - | -- | -- | -- |
| Argélia | 13  | 6 | 4 | 1 | 1 | 9  | 4  | +5 |
| Egito   | 13  | 6 | 4 | 1 | 1 | 9  | 4  | +5 |
| Zâmbia  | 5   | 6 | 1 | 2 | 3 | 2  | 5  | -3 |
| Ruanda  | 2   | 6 | 0 | 2 | 4 | 1  | 8  | -7 |

|         | ALG | EGY | RWA | ZAM |
| ------- | --- | --- | --- | --- |
| Argélia |     | 3–1 | 3–1 | 1–0 |
| Egito   | 2–0 |     | 3–0 | 1–1 |
| Ruanda  | 0–0 | 0–1 |     | 0–0 |
| Zâmbia  | 0–2 | 0–1 | 1–0 |     |

- Nota: Argélia e Egito empataram em todos os critérios e disputaram uma partida de desempate em 18 de novembro de 2009, no Sudão.[14] A Argélia venceu por 1 a 0 e se classificou à Copa do Mundo.[15]

### Grupo D
| Equipe | Pts | J | V | E | D | GP | GC | SG |
| ------ | --- | - | - | - | - | -- | -- | -- |
| Gana   | 13  | 6 | 4 | 1 | 1 | 9  | 3  | +6 |
| Benin  | 10  | 6 | 3 | 1 | 2 | 6  | 6  | 0  |
| Mali   | 9   | 6 | 2 | 3 | 1 | 8  | 7  | +1 |
| Sudão  | 1   | 6 | 0 | 1 | 5 | 2  | 9  | -7 |

|       | BEN | GHA | MLI | SUD |
| ----- | --- | --- | --- | --- |
| Benin |     | 1–0 | 1–1 | 1–0 |
| Gana  | 1–0 |     | 2–2 | 2–0 |
| Mali  | 3–1 | 0–2 |     | 1–0 |
| Sudão | 1–2 | 0–2 | 1–1 |     |

### Grupo E
| Equipe          | Pts | J | V | E | D | GP | GC | SG  |
| --------------- | --- | - | - | - | - | -- | -- | --- |
| Costa do Marfim | 16  | 6 | 5 | 1 | 0 | 19 | 4  | +15 |
| Burkina Faso    | 12  | 6 | 4 | 0 | 2 | 10 | 11 | -1  |
| Malaui          | 4   | 6 | 1 | 1 | 4 | 4  | 11 | -7  |
| Guiné           | 3   | 6 | 1 | 0 | 5 | 7  | 14 | -7  |

|                 | BFA | CIV | GUI | MWI |
| --------------- | --- | --- | --- | --- |
| Burkina Faso    |     | 2–3 | 4–2 | 1–0 |
| Costa do Marfim | 5–0 |     | 3–0 | 5–0 |
| Guiné           | 1–2 | 1–2 |     | 2–1 |
| Malaui          | 0–1 | 1–1 | 2–1 |     |

## Artilharia
Lista final de artilheiros:
| 12 gols (1) - BFA Moumouni Dagano 9 gols (1) - CMR Samuel Eto'o 8 gols (2) - BEN Razak Omotoyossi - MLI Frédéric Kanouté 6 gols (3) - CIV Didier Drogba - KEN Dennis Oliech - MWI Chiukepo Msowoya 5 gols (5) - GHA Matthew Amoah - GUI Ismael Bangoura - GUI Pascal Feindouno - EGY Mohamed Aboutrika - TOG Emmanuel Adebayor | 4 gols (11) - COD Shabani Nonda - EGY Amr Zaki - EGY Emad Motaeb - GAB Roguy Méyé - GHA Junior Agogo - MAD Faneva Imà Andriantsima - MAR Youssef Safri - MLI Seydou Keita - NGA Ikechukwu Uche - NGA Victor Nsofor Obinna - TUN Issam Jemâa 3 gols (23) - ALG Antar Yahia - ALG Karim Ziani - ALG Rafik Saifi - ANG Flávio - BFA Yssouf Koné | 3 gols (continuação) - CGO Lys Mouithys - CIV Bakari Koné - CIV Boubacar Sanogo - CIV Sekou Cissé - COD Dieumerci Mbokani - COD Zola Matumona - CPV Dady - CMR Achille Emana - CMR Jean Makoun - EGY Ahmed Hassan - EGY Hosny Abd Rabo - GHA Prince Tagoe - MWI Esau Kanyenda - NAM Wilko Risser - RWA Abedi Said - RWA Olivier Karekezi - TAN Jerson Tegete - TOG Adekamni Olufade |